# Chappargram

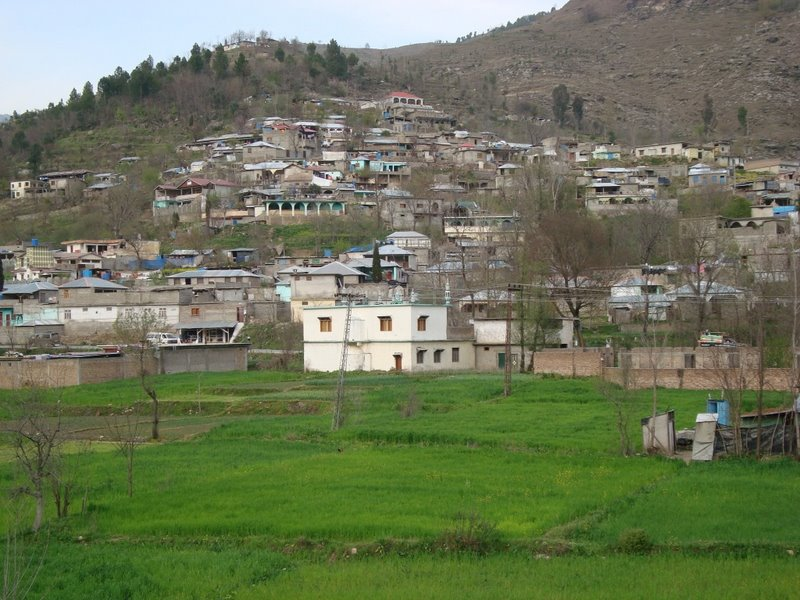
Una vista de Chappargram

Chappargram o Chapargram (Urdu: چھپرگرام, Pastún: چھپرګرام) es un pueblo de distrito Battagram en Jaiber Pajtunjuá, provincia de Pakistán. Este es la parte de Consejo de la Unión de Ajmera y localizado en Battagram Tehsil aproximadamente cuatro kilómetros desde capital de distrito Battagram a lo largo de la Shahrah-e-Resham (La Carretera de Karakórum) o ruta de la seda.
Chappargram era uno de los pueblos afectados por el Terremoto de Cachemira de 2005 donde 100 personas murieron y unas 500 resultaron heridas. Muchos residentes de la aldea se han quedado sin hogar. Los clanes en Chappargram son Khadar Khani, Behram Khel, Raza khani, Mula Khel y Shams Khel.

## Galería

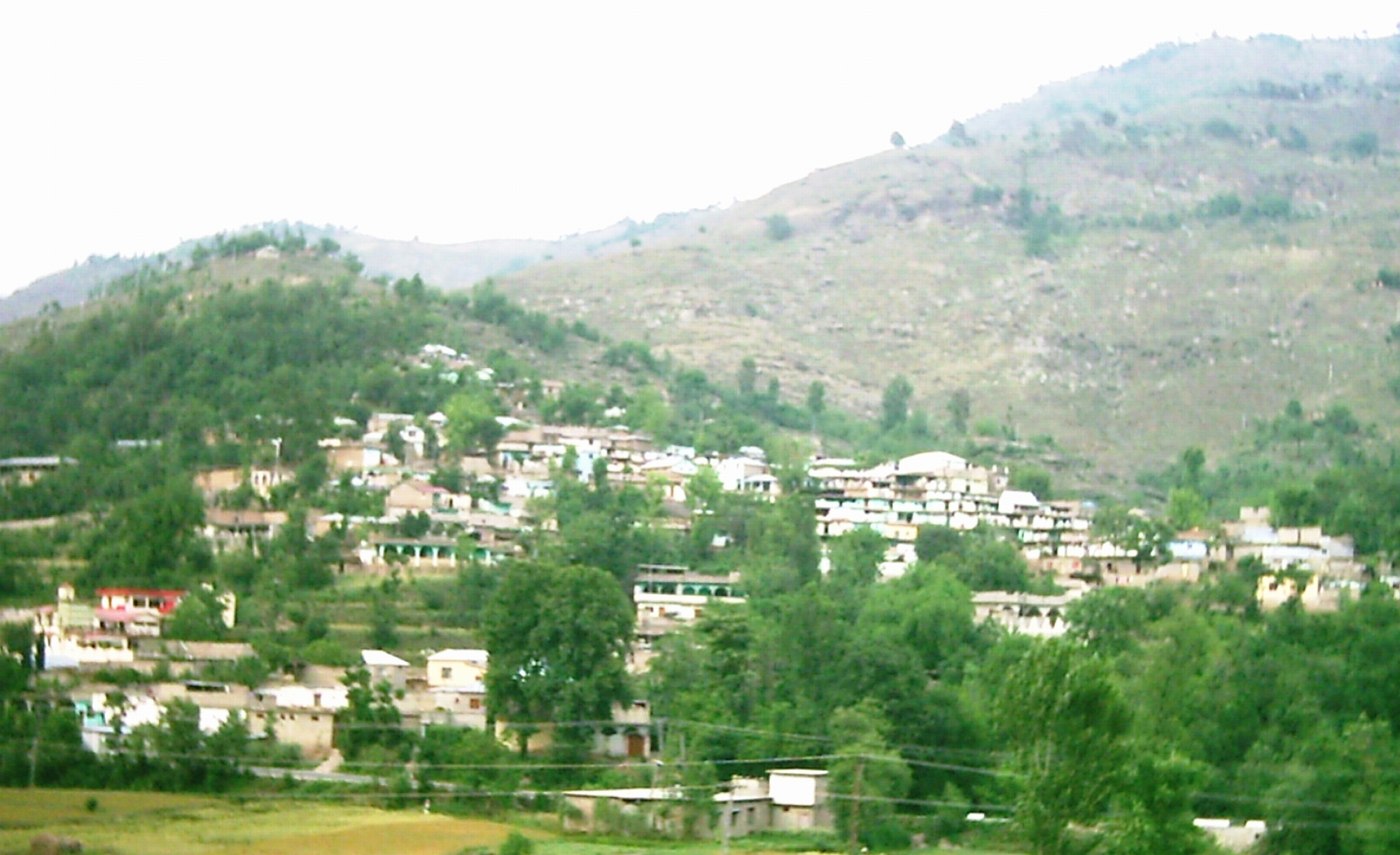
Chappargram, un pueblo de Battagram
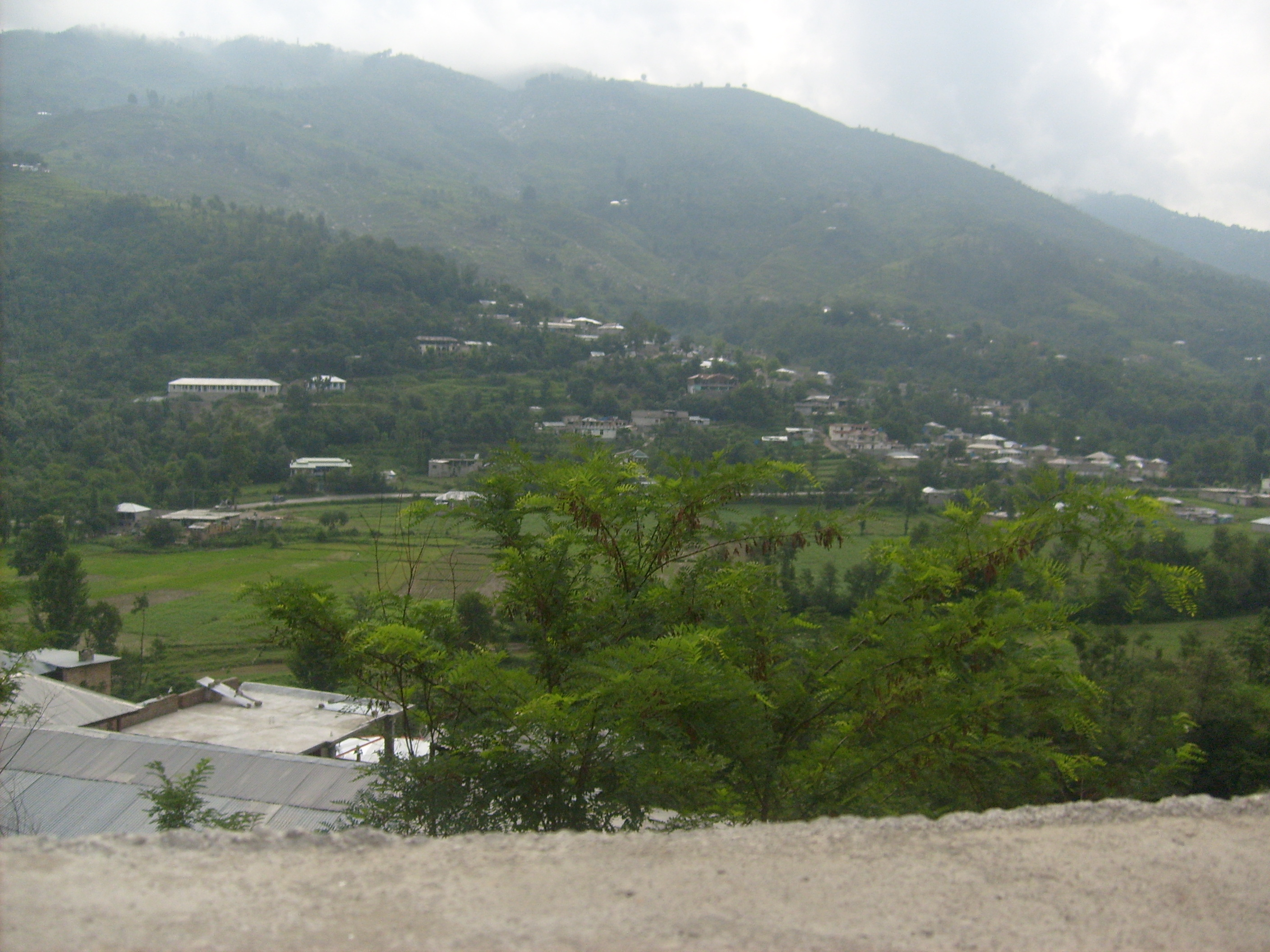
Chappargram desde Kandar